# Flachküste
An einer Flachküste geht das Land allmählich in das Meer über. Flachküsten können entweder durch das Vordringen des Meeres auf flach ansteigendem Land oder durch Abrasion in Lockergesteinen entstehen. Sie lassen sich grundsätzlich in zwei küstenparallele Abschnitte gliedern: die Schorre und den Strand.
Flachküsten bestehen aus lockerem Material wie Sand und Kies, der Wind transportiert feine Sandkörner über die Dünen ins Land. Das Meer spült Geröll und Sand von der Küste ab und lagert es an anderen Stellen an.

Schematische Darstellung einer Flachküste

## Litorale Serie der Flachküste

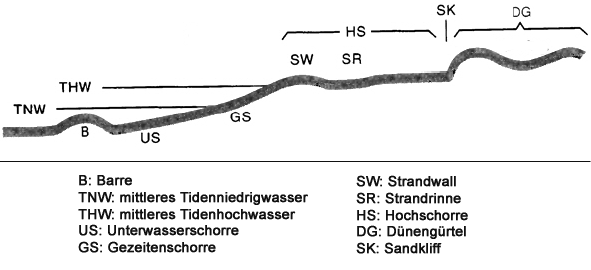
Schematische Darstellung der Litoralen Serie an einer Flachküste

Die typische räumliche Anordnung der vom Meer geschaffenen Formkomponenten bezeichnet man als Litorale Serie.

### Barre und Priel

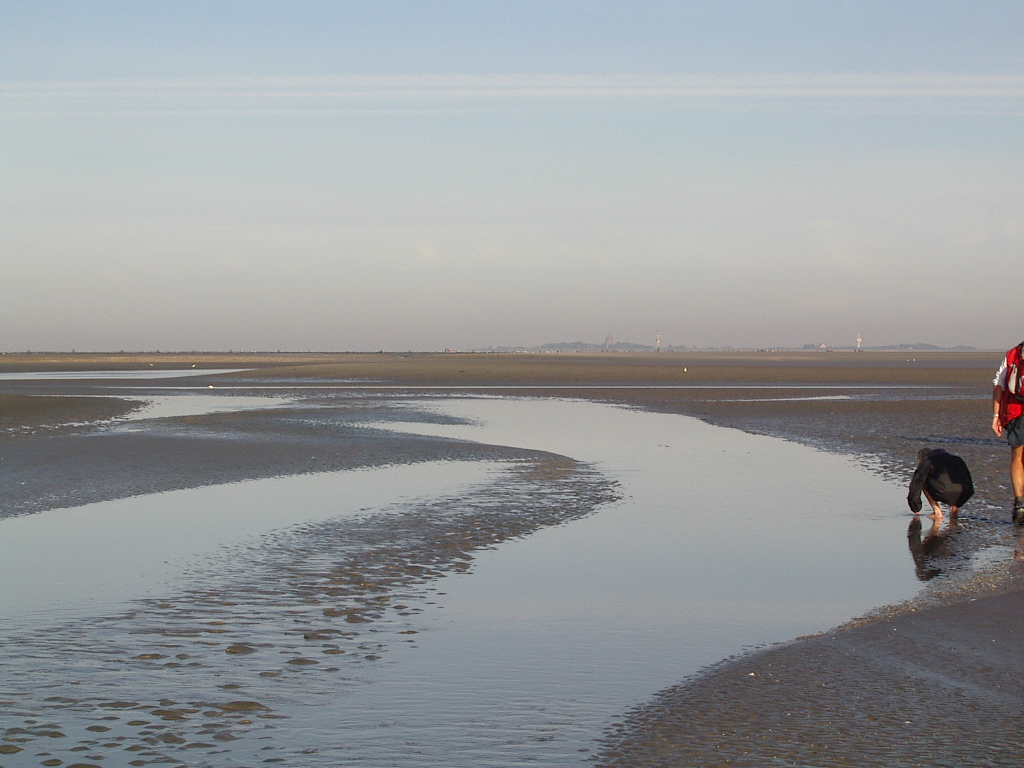
Wattenpriel mit freigelegtem Sandriff bei Ebbe

Die Litorale Serie der Flachküste beginnt bereits im dauerhaft überfluteten Flachwasserbereich mit einem Sand- oder Kiesriff (auch Barre genannt). Die Barre ist ein in der Wellenauflaufzone unterhalb der Schorre an manchen Flachküsten anzutreffender, parallel zum Ufer verlaufender länglicher Rücken, der in der Regel hauptsächlich aus Kies oder Sand besteht, je nach dem verfügbaren Material an der Küste. Die Flanken der Barre fallen zu beiden Seiten flach ab. Die Barre deutet darauf hin, dass bereits hier die Wellenbewegung das Material am Meeresboden transportiert und umlagert. Es können auch mehrere Barren existieren, deren Längsachsen allesamt strandparallel verlaufen und durch ebenfalls uferparallele Rinnen oder Priele voneinander getrennt sind. In Wattengebieten verlaufen die Entwässerungsrinnen auch quer zur Küste.

### Schorre und Strand

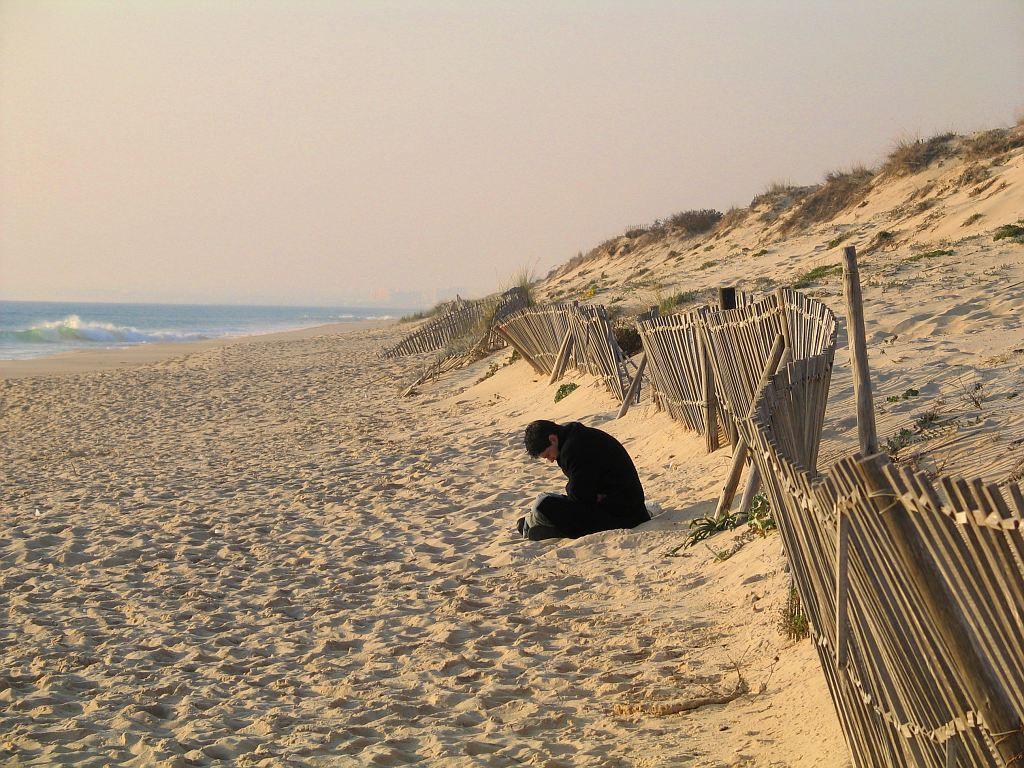
Beginn des Dünengürtels am Sandkliff

Die Schorre (oder Unterwasserschorre) an Flachküsten umgreift im engeren Sinn nur den ständig der Wirkung des bewegten Wassers unterworfenen Bereich. Dies bedeutet, dass die landseitige Grenze zwischen Schorre und Strand somit an der Linie des mittleren Niedrigwassers liegt. Allerdings ist diese Abgrenzung nicht allgemeingültig und variiert in der Literatur häufig von Autor zu Autor. Während von den einen der Strand als landseitiger Übergang zur Schorre definiert wird, der bis zur obersten Hochwassergrenze reicht, also der Zone, die nur periodisch oder episodisch (nach einer Sturmflut) von Wasser überspült wird, verwenden andere Autoren den Begriff Strand als landseitigen Bereich der Flachküste überhaupt nicht. Sie bezeichnen den zwischen dem mittleren Niedrigwasser und dem mittleren Hochwasser liegenden Bereich der Gezeiten als Gezeitenschorre und den oberhalb der mittleren Hochwasserlinie liegenden Bereich als Hochschorre, der nur bei Stürmen direkt vom Wasser erreicht wird. Dadurch, dass die Hochschorre wesentlich flacher erscheint im Vergleich zur seewärts deutlich geneigten Gezeitenschorre, wird sie oft auch als Strandplattform bezeichnet, womit dieser Bereich des Strandes in der Regel als tatsächlicher Strand aufgefasst werden kann. Der am weitesten landeinwärts von Sturmfluten erreichte Teil wird vom Dünengürtel begrenzt, wobei die Fluten hier ein Sandkliff ausbilden können.

### Strandwall

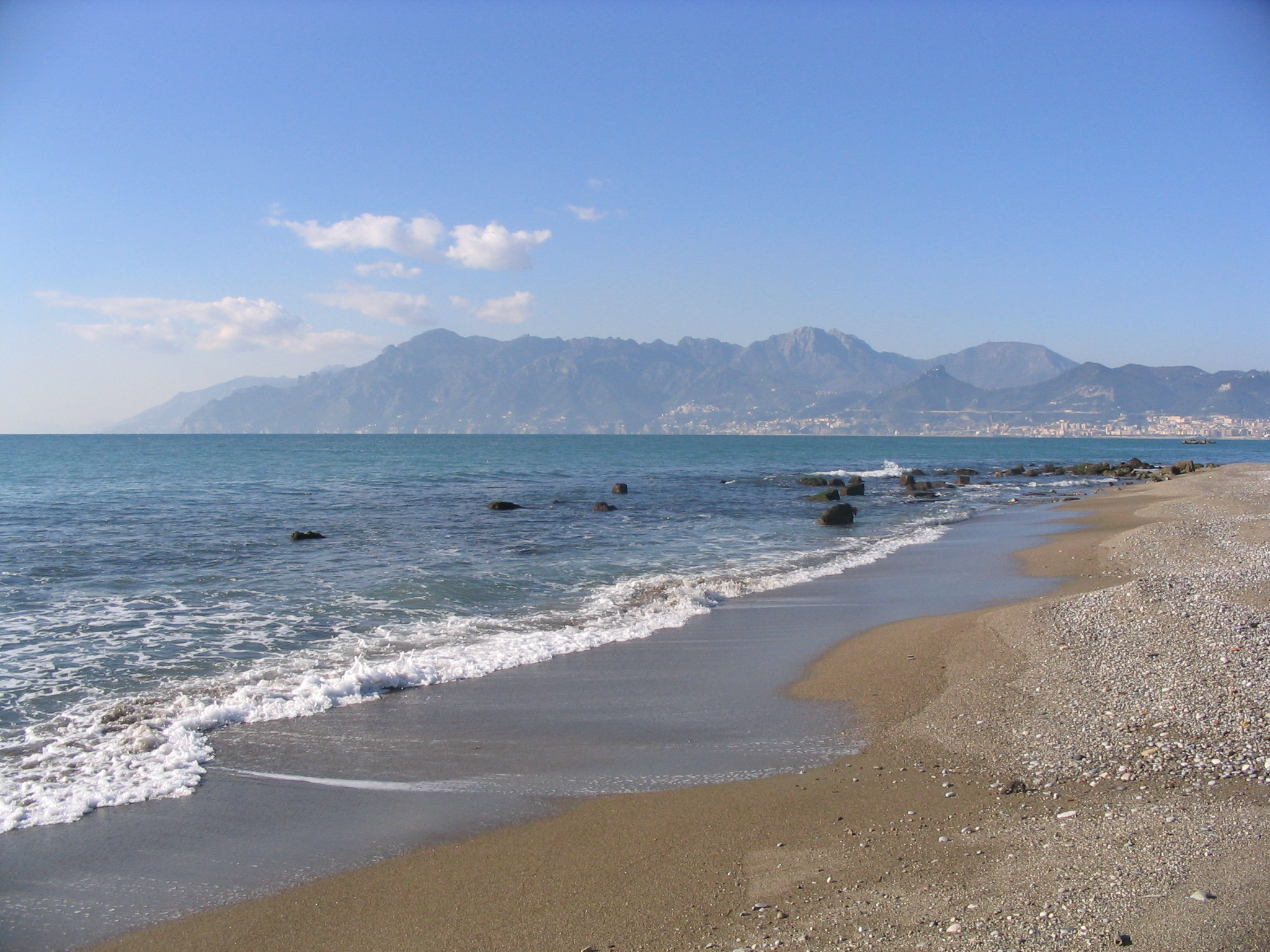
Strandwall: der Kies wurde vom Rückstrom nicht mehr zurück in das Meer gespült

Am Strand (der Strandplattform) liegt häufig ein meistens nur einige Dezimeter hoher, uferparallel verlaufender langer Sand- oder Kiesrücken, der als Strandwall bezeichnet wird. An seiner landwärtigen Seite befindet sich oft streckenweise eine flache Strandrinne. Der Strandwall entsteht durch das mittransportierte Material der auflaufenden Wellen, die über den mittleren Wasserspiegel hinausgeworfen werden. Das vom Rückstrom nicht mehr abführbare grobkörnige Material bleibt zurück. Die Lage und Mächtigkeit des Strandwalls ist ständigen jahreszeitlichen Veränderungen unterworfen. So ist der von den Sturmfluten des Winters geschaffene Winterstrandwall meist deutlich ausgeprägter und höher am Strand gelegen, als die von den Sommerhochwassern geschaffenen Strandwälle.
Wenn sich in der Strandrinne dauerhaft Wasser befindet, wird sie als Strandlagune bezeichnet.

## Strandverluste und -zugewinne

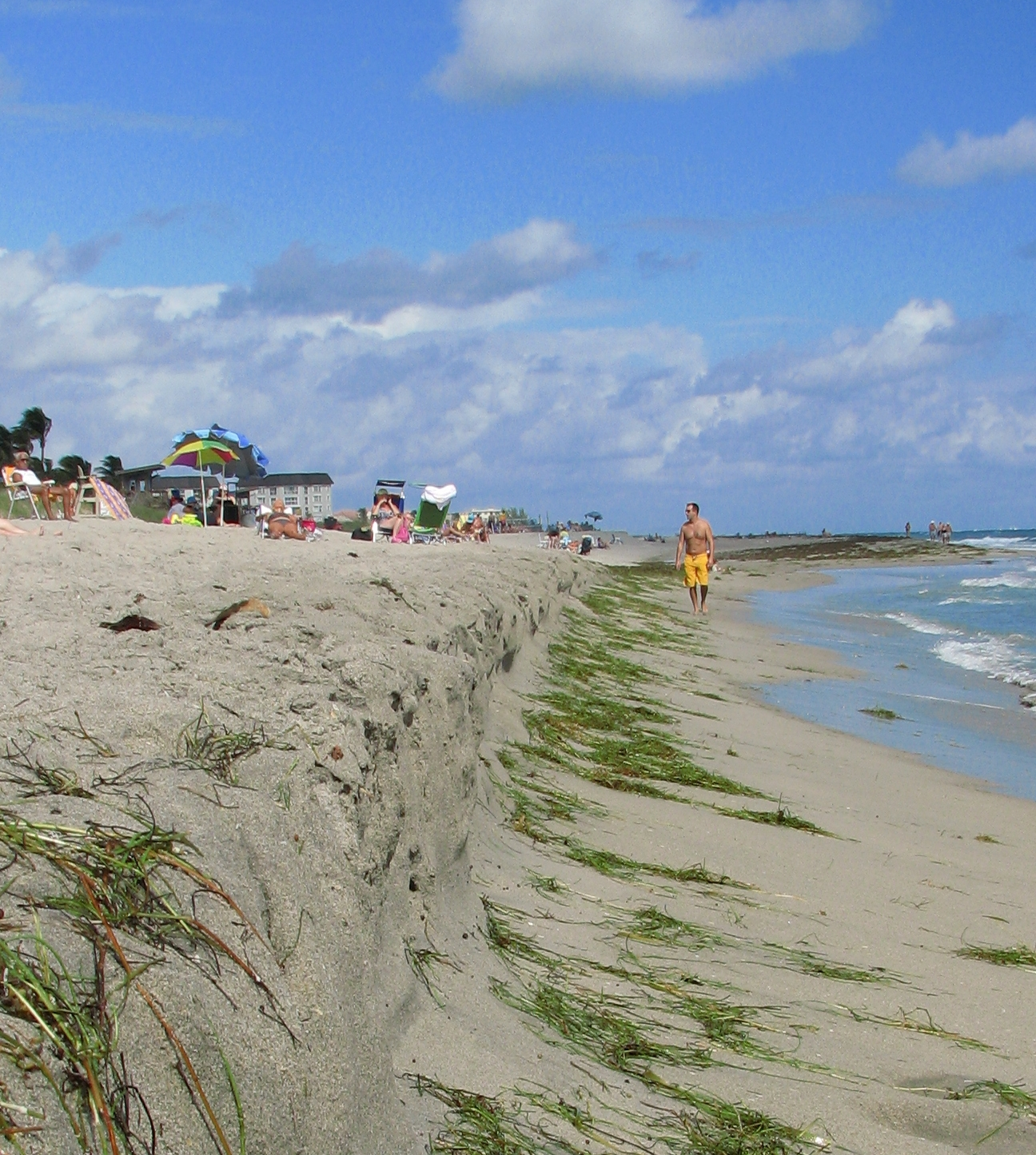
Strandverluste nach einem Hurrikan

Allgemein werden Strände während Sturmfluten zum Teil stark erodiert und das Strandprofil versteilt, während bei normalem Wellengang an Flachküsten eher die Tendenz zur Aufhöhung des Strandes besteht. Nicht selten entstehen ganze Serien parallel hintereinander liegender Strandwälle, wobei mit der damit einhergehenden allmählichen Geländeerhöhung sich auch die Uferlinie mit der Zeit in Richtung Meer verschiebt. Ein augenfälliges Beispiel für Land bildende aneinandergereihte Strandwallsysteme ist Skagen Odde an der Nordspitze von Vendsyssel im äußersten Norden Dänemarks. Diese Landspitze wächst auch heute noch durch hinzukommende Strandwälle weiter.
Als Küstenschutz vor Erosion dienen Buhnen, Steinmauern, oder Tetrapoden aus Beton, die als Wellenbrecher wirken sollen. Auf den Dünen siedeln sich erste Pflanzen wie z. B. Sanddorn oder Strandhafer an, die ein Abtragen durch Wind verhindern.